# Dragonfly Cars (Nottinghamshire)
Dragonfly Cars war ein britischer Hersteller von Automobilen.

## Unternehmensgeschichte
Brendan Beirne gründete 1994 das Unternehmen in Toton in der Grafschaft Nottinghamshire. Er begann mit der Produktion von Automobilen und Kits. Der Markenname lautete Dragonfly. 1995 endete die Produktion. Insgesamt entstanden etwa drei Exemplare. Es gab keine Verbindung zu Dragonfly Cars aus Hampshire, die von 1981 bis 1986 mit gleicher Firmierung und gleichem Markennamen vierrädrige Fahrzeuge herstellten und verkauften.

## Fahrzeuge
Im Angebot stand nur ein Modell. Dies war die Nachbildung des Dreirades Type F von der Morgan Motor Company aus den 1930er Jahren. Das einzelne Rad befand sich hinten. Ein Leiterrahmen aus Stahl bildete die Basis. Der Vierzylindermotor mit 848 cm³ Hubraum stammte von Reliant.